# Sonny Hira
Radjendrakumar Nihalchand Sonny (Sonny) Hira (Paramaribo, 22 november 1946 – aldaar, 29 november 2020) was een Surinaamse diplomaat.

## Biografie

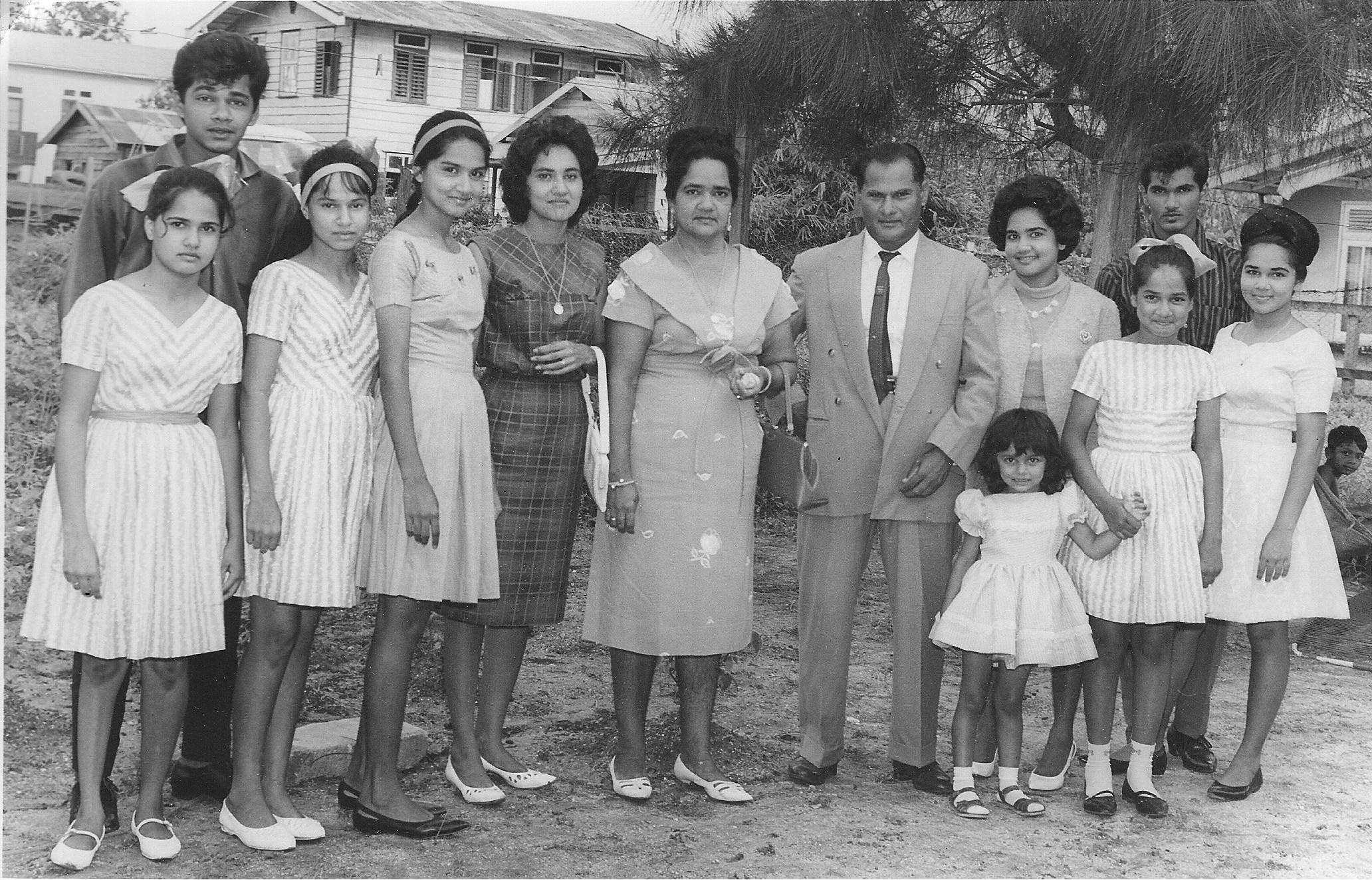
Gezin Hira

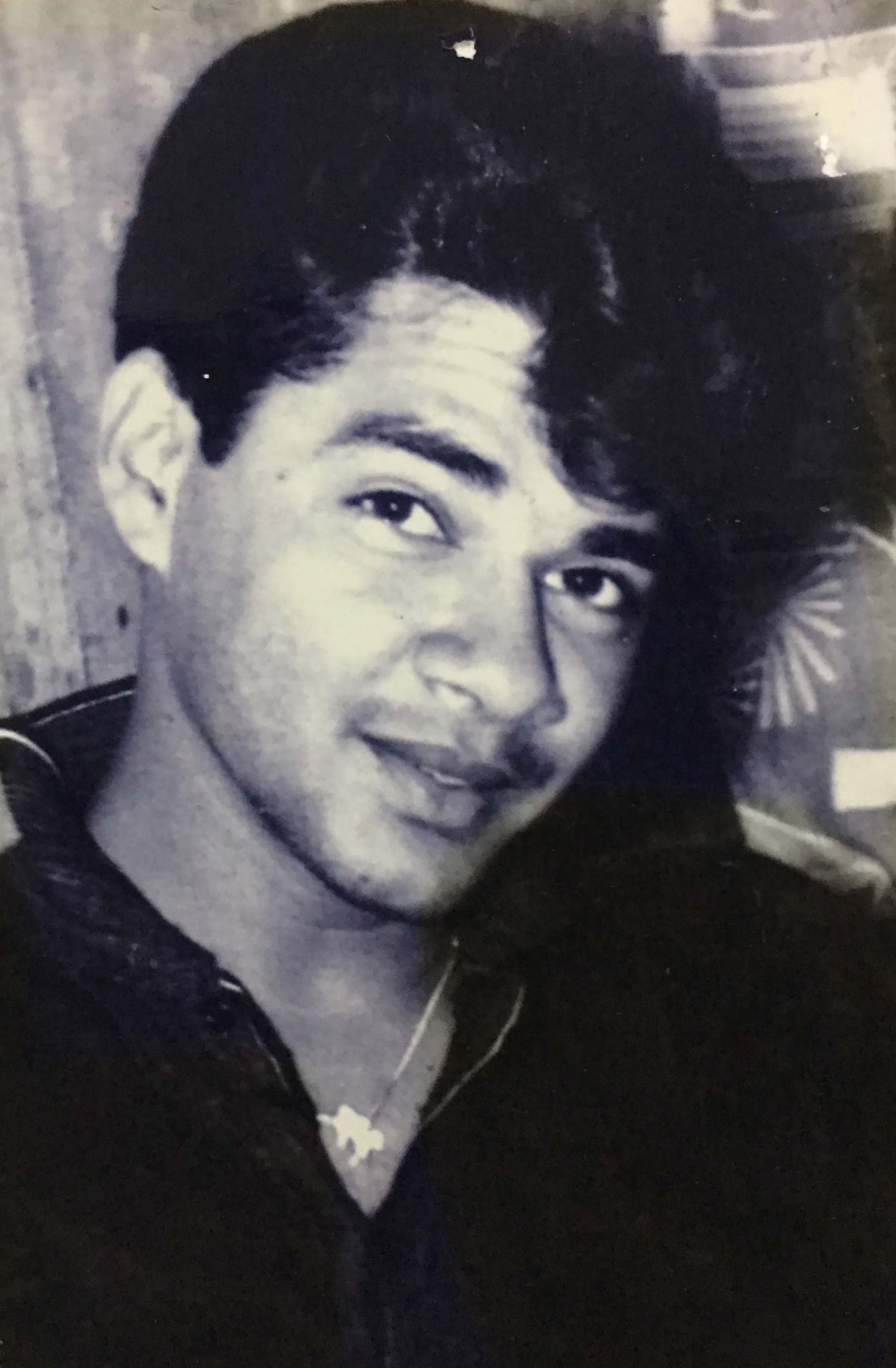
Sonny Hira in zijn jonge jaren

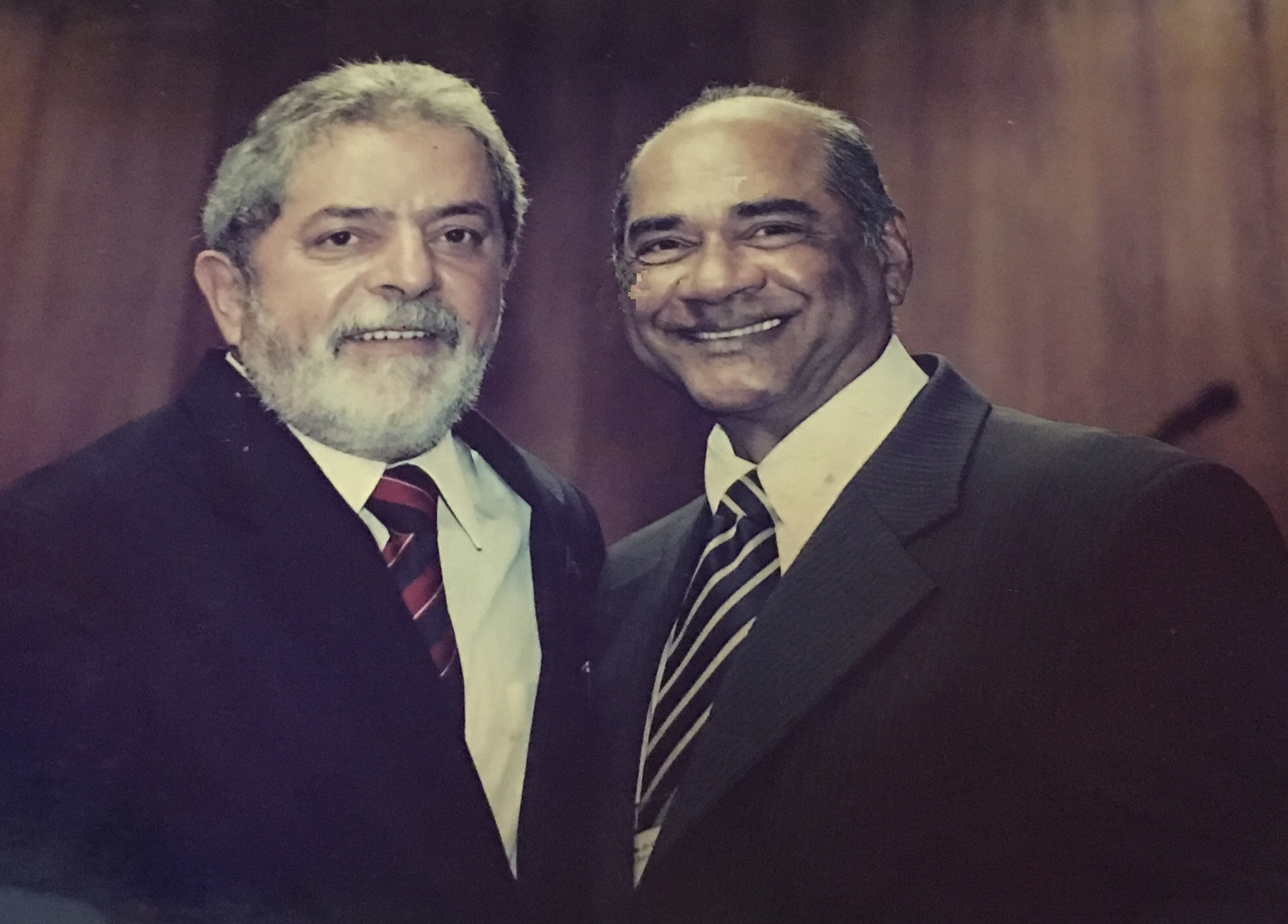
Met de toenmalige president van Brazilië Luiz Inácio Lula da Silva

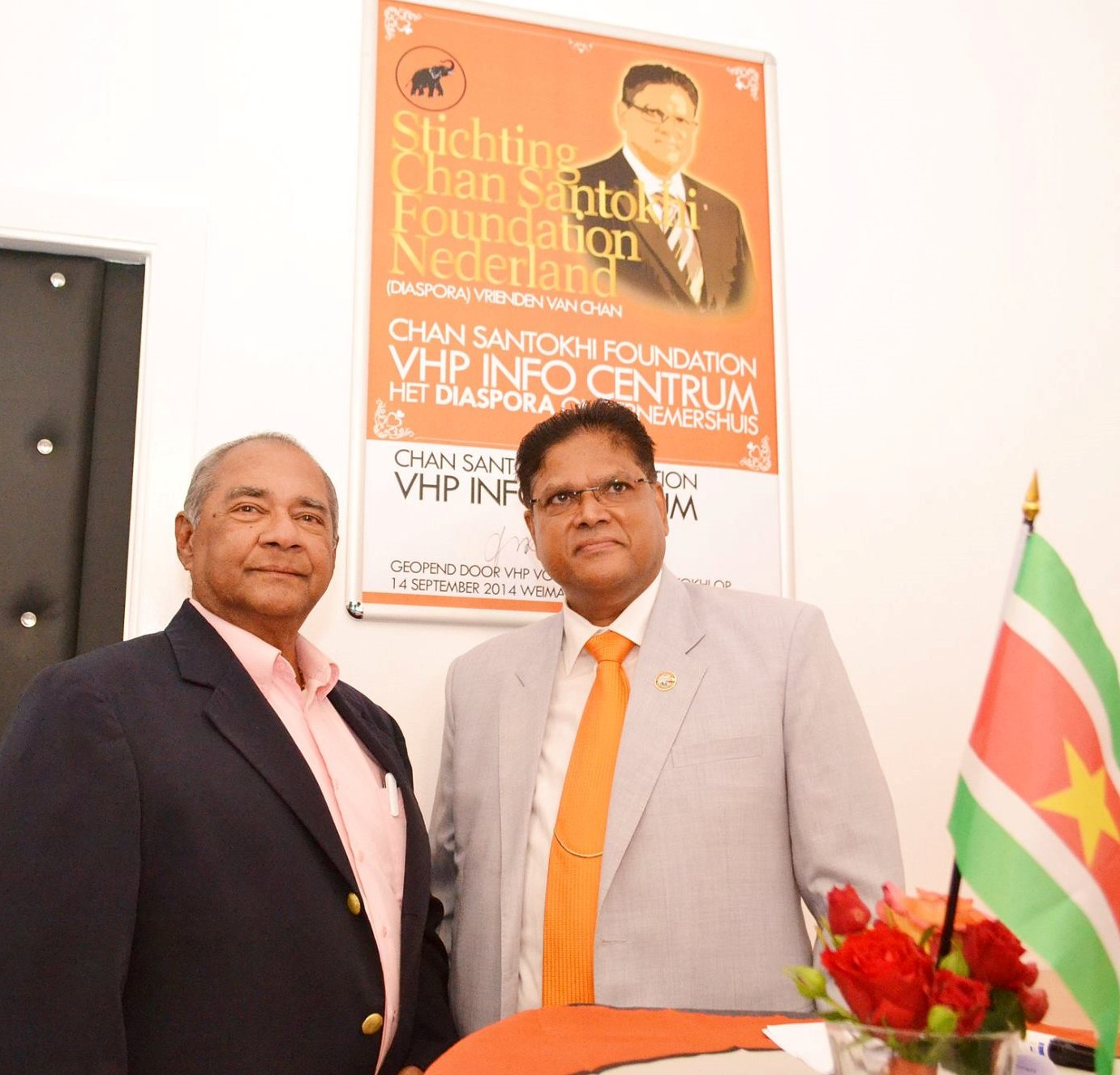
Met president Chan Santokhi

Hira is geboren op 22 november 1946 aan de Grote Combe in de hoofdstad Paramaribo als derde kind van 10 kinderen.
Zijn vader was Hendrik Mahadew Hira  en moeder was Ramkuwar Piodhari Balraadjsingh, beter bekend als “Oma Annie”.
Het gezin woonde op een groot erf dat eigendom was van zijn grootvader die koopman was geweest van levensmiddelen. Op dit terrein waren er enkele kleine woningen die werden verhuurd. Bij het verhuren van de woningen werd geen onderscheid gemaakt tussen huurders. Iedereen die er behoefte aan had kon de woningen intrekken. Het is in deze tijd dat Hira als kind werd geconfronteerd door de pluriformiteit en variëteit van alle etniciteiten met haar culturen in Suriname. Dit was van invloed op zijn persoonlijke kwaliteiten en heeft bijgedragen tot het welslagen van zijn waardige diplomatieke carrière. Het opgroeien in een multiculturele samenleving met een hoge mate van tolerantie heeft gemaakt dat Hira zich altijd een wereldburger heeft gevoeld en zich overal kon thuis voelen. Een rijkdom die hem heeft gevormd tot een waardige diplomaat waarmee hij met respect en succes, Suriname internationaal op het hoogste niveau wist te vertegenwoordigen.
Sonny Hira bezocht eerst de Juliana School als basisschool en volgde daarna een Mulo-opleiding aan de Hendrikschool.
Zijn vader Hendrik Mahadew overleed op de jonge leeftijd van 50 jaar. Hira was toen 19 jaar oud. Deze realiteit heeft hem bewust gemaakt van zijn plichten op relatief jonge leeftijd. Hij studeerde af aan de Kweekschool en werd onderwijzer om de rest van het gezin financieel te onderhouden totdat die op eigen benen konden staan.
Nadat hij de Surinaamse Kweekschool en de hoofdakte opleiding met succes had afgerond was Hira enige jaren werkzaam in het Surinaamse lager- en mulo-onderwijs.
In 1970 vertrok hij naar Nederland om zich te bekwamen in de Spaanse taal en letterkunde en tevens in de geschiedenis van Latijns-Amerika aan de Universiteit van Amsterdam.
In 1974 behaalde hij zijn MO-akte en kandidaatsexamen.
In 1976 studeerde Hira aan de Universiteit van Amsterdam af als doctorandus in de Spaanse taal en letterkunde én ook in de geschiedenis van Latijns-Amerika.
Kort na het behalen van deze graad keerde hij terug naar zijn vaderland en begon te werken bij het ministerie van Onderwijs. Hij werd uitvoerder van een alfabetiseringsproject en was vervolgens werkzaam als docent op het  IOL en VWO.

## Diplomatieke carrière
Na een poos te hebben gewerkt als onderwijzer besefte hij, dat niet het onderwijs zijn roeping was, maar de diplomatieke dienst. Hij gaf zich op voor de diplomaten cursus en werd geselecteerd.
In 1981 volgde hij met succes de diplomatieke opleiding aan de bekende instituten Rio Branco, Uwi en Unitar waarna hij werd aangesteld als chargé d'affaires ad interim op het ministerie van Buitenlandse zaken, belast met Non Aligned Movement aan de afdeling Latijns-Amerika.
Na zijn terugkeer werd hij aangesteld als beleidsmedewerker van het ministerie van Buitenlandse Zaken belast met Non Aligned Movement en de afdeling Latijns-Amerika.
1982 - 1984   Caracas, Venezuela
Van 1982 tot 1984 was hij tijdelijk zaakgelastigde van Suriname op de ambassade te Caracas en rapporteur relatie Suriname-Nederlandse Antillen.
1994 - 1998   Willemstad, Curaçao
In 1994 werd hij door de toenmalige regering-Venetiaan/Ajodhia aangesteld in de functie van consul-generaal van Suriname op de Nederlandse Antillen en Aruba, welke hij tot 1998 heeft vervuld.
1998 - 2000   Brussel, België
Van 1998 tot 2000 was Hira werkzaam als eerste ambassadesecretaris op de ambassade te Brussel voor België en de EU.
Na zijn diensten te hebben geleverd keerde hij in 2001 terug naar Suriname om als beleidsadviseur op het ministerie van Buitenlandse Zaken te werken.
2002 - 2007 Brasilia, Brazilië
In 2002 kreeg hij de benoeming van ambassadeur in Brazilië met als standplaats Brasilia. Deze functie bekleedde hij tot 2007. Bij zijn vertrek werd aan hem door de president van Brazilië vanwege zijn bijzondere verdiensten benoemd tot grootkruis in de Orde van het Zuiderkruis (Cruzeiro do Sul).
Na zijn terugkeer uit Brazilië was hij nog enige tijd verbonden aan ministerie van Buitenlandse Zaken als beleidsadviseur. Het opvallende van zijn diplomatieke carrière is dat Hira de stormen van verschillende regeringscoalities, met zeer diverse opvattingen, heeft kunnen doorstaan.

## Vooruitstrevende Hervormings Partij (VHP)
De laatste jaren was Hira actief betrokken bij de Vooruitstrevende Hervormings Partij(VHP). Hij heeft de huidige president Chandrikapersad Santokhi als adviseur in het buitenland begeleid in de periode vóór de verkiezingen en was onderdeel van de kleine besloten think thank die de strategieën voor de partij heeft helpen formuleren en uitstippelen.
Rond de verkiezingen van 2015 was hij woordvoerder van de Oranje Partij. Hij was ook voorzitter van de commissie internationale betrekkingen bij de VHP

## Onderscheidingen
Op 21 november 2020, acht dagen vóór zijn overlijden, werd hij door de president van de Republiek van Suriname gedecoreerd als commandeur in de Ereorde van de Palm.
Op 29 november 2020 is Hira in zijn huis te Paramaribo in zijn slaap heengegaan. Hij liet zijn vrouw en 4 kinderen achter. Hij was 74 jaar.  Zijn uitvaart is met staatseer voltrokken. President Chandrikapersad Santokhi memoreert Sonny Hira als een waardige diplomaat. In zijn toespraak citeerde de president de volgende woorden “All men are created equal, but only a few are professional diplomats”.

## Muzikant
Buiten zijn diplomaten carrière stond Sonny Hira ook bekend als een entertainer en muzikant. In zijn studentenjaren was hij de lead gitarist in verschillende bands zoals The Wada Stars en The Melody Stars.